# Golden State Warriors 2011-2012
La stagione 2011-12 dei Golden State Warriors fu la 63ª nella NBA per la franchigia.
I Golden State Warriors arrivarono quarti nella Pacific Division della Western Conference con un record di 23-43, non qualificandosi per i play-off.

## Roster
| N° | Naz.                   | Ruolo | Sportivo          | Anno | Alt. | Peso \|\| |
| -- | ---------------------- | ----- | ----------------- | ---- | ---- | --------- |
| 1  | Stati Uniti (bandiera) | GA    | Dorell Wright     | 1985 | 201  | 91        |
| 2  | Stati Uniti (bandiera) | G     | Nate Robinson     | 1984 | 175  | 82        |
| 3  | Stati Uniti (bandiera) | C     | Jeremy Tyler      | 1991 | 208  | 118       |
| 4  | Stati Uniti (bandiera) | A     | Brandon Rush      | 1985 | 198  | 95        |
| 5  | Stati Uniti (bandiera) | A     | Dominic McGuire   | 1985 | 206  | 100       |
| 8  | Stati Uniti (bandiera) | G     | Monta Ellis       | 1985 | 191  | 79        |
| 10 | Stati Uniti (bandiera) | G     | David Lee         | 1983 | 206  | 113       |
| 11 | Stati Uniti (bandiera) | G     | Klay Thompson     | 1990 | 201  | 93        |
| 12 | Stati Uniti (bandiera) | G     | Ish Smith         | 1988 | 183  | 79        |
| 15 | Lettonia (bandiera)    | C     | Andris Biedriņš   | 1986 | 211  | 109       |
| 20 | Nigeria (bandiera)     | A     | Ekpe Udoh         | 1987 | 208  | 109       |
| 22 | Stati Uniti (bandiera) | G     | Charles Jenkins   | 1989 | 191  | 100       |
| 30 | Stati Uniti (bandiera) | G     | Stephen Curry     | 1988 | 191  | 84        |
| 31 | Stati Uniti (bandiera) | C     | Mikki Moore       | 1975 | 211  | 102       |
| 32 | Stati Uniti (bandiera) | C     | Mickell Gladness  | 1986 | 211  | 100       |
| 33 | Stati Uniti (bandiera) | A     | Chris Wright      | 1988 | 203  | 103       |
| 34 | Stati Uniti (bandiera) | C     | Keith Benson      | 1975 | 211  | 102       |
| 40 | Stati Uniti (bandiera) | C     | Earl Barron       | 1981 | 213  | 111       |
| 44 | Stati Uniti (bandiera) | A     | Richard Jefferson | 1980 | 201  | 101       |
| 54 | Stati Uniti (bandiera) | A     | Kwame Brown       | 1982 | 211  | 122       |

## Staff tecnico
- Allenatore: Mark Jackson
- Vice-allenatori: Michael Malone, Pete Myers, Wes Unseld jr., Jerry DeGregorio
- Vice-allenatori per lo sviluppo dei giocatori: Darren Erman, Kris Weems
- Direttore dello sviluppo atletico: Johan Wang
- Preparatore fisico: Kyle Barbour
- Preparatore atletico: Chad Bergman
- Assistente preparatore atletico: Frank Bernard